# Бои за Бамут (1995—1996)
Бои за Баму́т — эпизод военных действий на территории села Бамут и прилегающих территорий Ахчой-Мартановского района во время первой чеченской войны. Наступление федеральных сил началось с территории Ингушетии, их стратегической целью заявлялась полное взятие села Бамут и высоты 444,4

## Предыстория
11 декабря 1994 года Россия начала операцию по восстановлению конституционного порядка в Чечне и начала наступление на Ачхой-Мартановский район с целью прорваться на западную часть Грозного при помощи владикавказской группировки войск из 3915 военнослужащих. Однако при этом наступление на сам Бамут началось лишь 10 марта, уже после падения Грозного с целью взятия под свой контроль бывшие ракетные шахты РВСН СССР

## Ход боевых действий
Апрель

Ядро обороны составили боевики под командованием первого коменданта Молига Эстамирова, Хизира Хачукаева. Впоследствии комендантом Бамутского района стал Хамзат Батаев. 
Подходы к селу, основные его улицы были плотно заминированы противотанковыми и противопехотными минами. Часть огневых точек укрыта железобетонными колпаками и перекрытиями в шесть накатов бревен диаметром в 0,6 метра. Вся местность перед опорными пунктами была пристреляна с использованием ориентиров, закрепленных на деревьях и других объектах. 
В ночь на 14 апреля спецподразделения федеральных войск заняли господствующие высоты. Утром 15 апреля начался штурм Бамута, но с ходу его взять не удалось, а уже 17 апреля федеральные войска были отведены на исходные позиции. 18 апреля федеральные войска предприняли вторую попытку штурма Бамута, но войдя в посёлок, не смогли там закрепиться и снова были вынуждены отойти на исходные позиции. В тот же день, в окрестностях Бамута, при штурме высоты 444,4 «Лысая гора», попала в засаду группа отряда спецназа ВВ «Росич», в этом бою отряд «Росич» потерял 10 человек убитыми и 17 ранеными.
19 апреля боевики попытались атаковать 39-ю заставу внутренних войск неподалёку от Бамута. Незадолго до этого в Бамут прибыл свежий отряд боевиков в 22 человека, и они стремились повоевать. Схватка на позиции была тяжелой, российские войска потеряли 8 человек убитыми, однако боевики сами потеряли 10 человек и откатились.
После падения Ножай-Юрта и Шатоя в первой половине июня 1995 г. Бамут наряду с частью Итум-Калинского района оставался единственным контролируемым ВС ЧРИ участком территории Чечни. Тем не менее, в середине июня 1995 г. гарнизоном была отбита очередная попытка штурма. Подписание договоренностей в Грозном по блоку военных вопросов в конце июля 1995 г., ставшее результатом переговоров между федеральной стороной и чеченскими сепаратистами после событий в Будённовске, стало причиной паузы в активных военных действиях.
Однако зимой 1995—1996-х годов военные операции возобновились, в том числе и в районе Бамута. 22 февраля 1996 года федеральные войска вновь предприняли масштабное наступление на Бамут, широко освещавшееся в российских СМИ. Однако и оно завершилось провалом, поскольку обороняющиеся заблаговременно подготовили засады на путях подхода войск, умело использовав горно-лесистую местность.
19 мая 1996 года части генерал-майора Владимира Шаманова начали генеральный штурм Бамута. 20 мая в бою погибло 20 российских военнослужащих и 48 было ранено. 24 мая федеральные войска взяли Бамут и господствующую над местностью высоту 444,4 «Лысая гора». Оборонявший Бамут отряд Руслана Хайхороева вышел из окружения, воспользовавшись сумерками и сгустившимся туманом. Успех затяжной обороны чеченцами объясняется использованием подземных коммуникаций бывшей ракетной части стратегического назначения. Под Бамутом отличился штурмовой отряд под командованием майора Бондаренко А. А..

## В искусстве
- «Бамут» — песня Мусы Насагаева.
- «Бамут» — песня Тимура Муцураева.
- «Я убит под Бамутом» — песня написана солдатами в/ч 5598 26 БОН в 1996 году.